# Praca tymczasowa
Praca tymczasowa – zgodnie z ustawą o zatrudnianiu pracowników tymczasowych jest to wykonywanie na rzecz danego pracodawcy użytkownika, przez okres nie dłuższy niż czas wskazany w ustawie, zadań:
- o charakterze sezonowym, okresowym, doraźnym,
- których terminowe wykonanie przez pracowników zatrudnionych przez pracodawcę użytkownika nie byłoby możliwe,
- których wykonanie należy do obowiązków nieobecnego pracownika zatrudnionego przez pracodawcę użytkownika.